# 영재 (프로게이머)
영재(본명: 고영재, 2002년 11월 16일 ~ )는 대한민국의 리그 오브 레전드 프로게이머이다, 포지션은 정글이며 아이디는 YoungJae이다. 현재 KT 롤스터에서 활동 중이다.

## 선수 생활
2020년 5월 28일, 한화생명 e스포츠의 1군팀으로 콜업되면서 프로 커리어를 시작했다. 2020 서머 시즌 2라운드부터 출전하기 시작했다. 하지만 나올 때마다 경기 막판 무너지는 모습을 보여주었다.
2021 시즌을 앞두고 Gen.G의 2군팀에 합류했다. 스프링 시즌 2군리그에서 좋은 모습을 보여주었다. 서머 시즌을 앞두고 젠지의 1군팀으로 콜업되었다. 서머 시즌에서는 클리드의 백업 선수로 활동했다.
2022 시즌을 앞두고 팀에 잔류했다. 하지만 스토브리그 기간 동안 피넛이 영입되면서 피넛의 서브 선수로 시즌을 시작하게 되었다. 2022 시즌 종료 후 팀에서 퇴단했다.
2023 시즌을 앞두고 광동 프릭스에 입단했다.
2024 시즌을 앞두고 광동 프릭스와 재계약을 체결했다. 2024 서머시즌을 앞두고 OK저축은행 브리온으로 임대 이적했다. 시즌 종료 이후 원 소속팀으로 복귀했다. 이후 팀에서 퇴단했다. 
2025 시즌을 앞두고 KT 롤스터에 입단했다.

## 소속팀
| # | 팀명              | 소속 기간               | 소속 리그 | 비고 |
| - | ----------------- | ----------------------- | --------- | ---- |
| 1 | 한화생명 e스포츠  | 2020.05.28 ~ 2020.09.30 | LCK       |      |
| 2 | Gen.G             | 2020.12.16 ~ 2022.11.22 | LCK       |      |
| 3 | 광동 프릭스       | 2022.11.22 ~ 2024.11.19 | LCK       |      |
| 4 | OK저축은행 브리온 | 2024.05.02 ~ 2024.08.21 | LCK       | 임대 |
| 5 | KT 롤스터         | 2024.11.19 ~            | LCK       |      |

## 수상 내역
- 2022 리그 오브 레전드 챔피언스 코리아 스프링 준우승
- 2022 리그 오브 레전드 챔피언스 코리아 서머 우승